# Bacalhau com natas

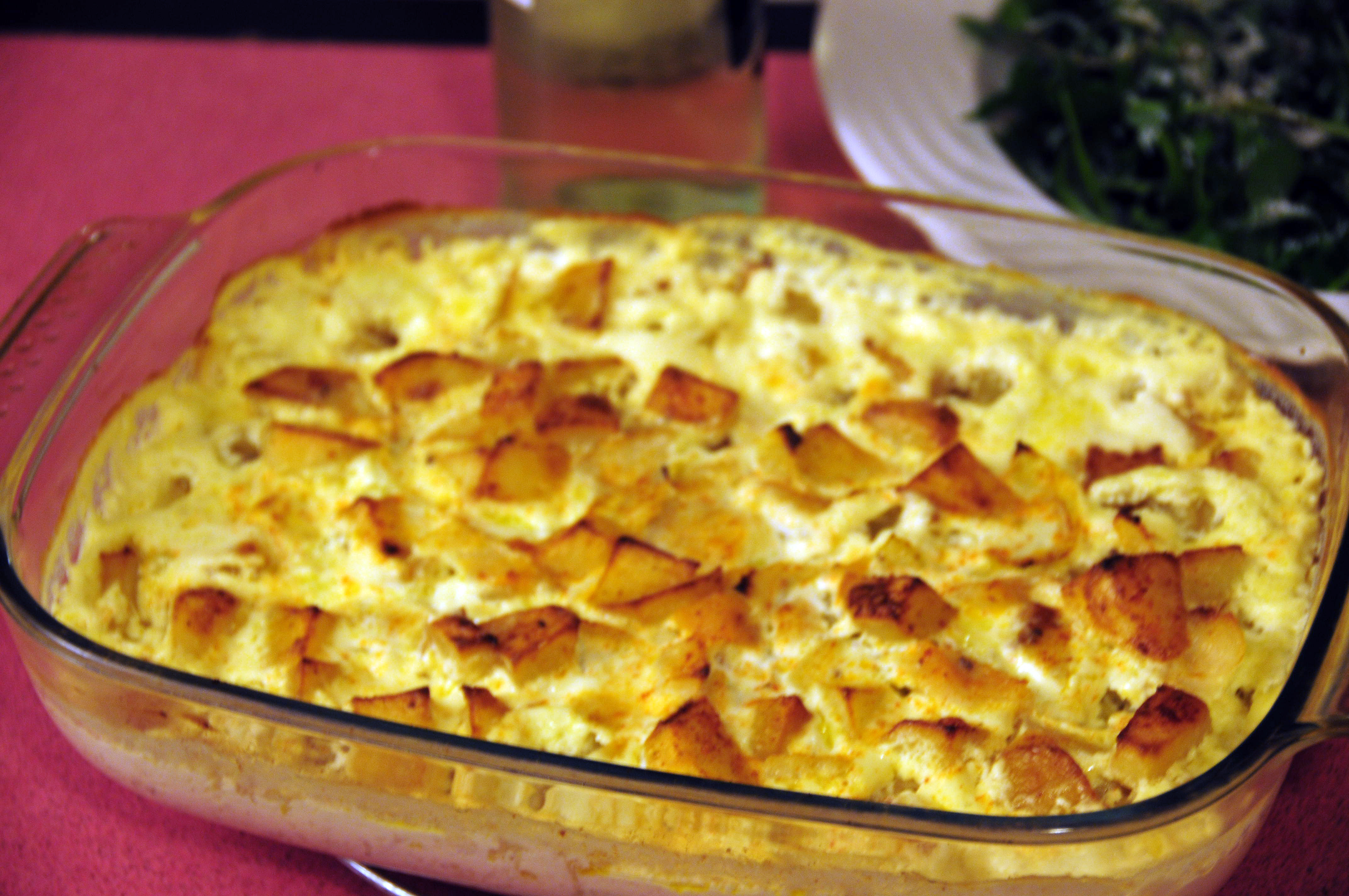
Bacalhau com natas

O bacalhau com natas é uma forma popular de cozinhar o bacalhau salgado em Portugal. Este prato consite num assado no forno de bacalhau em camadas com cebola, batata frita em cubos (ou restos de batata já cozinhada) e natas, geralmente temperada com noz-moscada e pimenta branca.
Este é um prato simples de preparar e muito popular tanto na casa como em restaurantes, também visto não ter de usar tanto bacalhau pode ser uma forma de aproveitar restos de bacalhau ou fazer um prato de bacalhau para mais pessoas.
A origem do prato é pouca clara, pode ter sido concebida pelo Conde da Guarda (devido a existir uma receita similar chamada de Bacalhau a Conde da Guarda) ou criada e popularizada pelo chef João Ribeiro na década de 1930.